# Shelly (Minnesota)
Shelly è un comune degli Stati Uniti d'America, situato nello Stato del Minnesota, nella Contea di Norman.